# 莎樂美一世
莎樂美一世（Salome I，約公元前65年—10年）是一名猶太分封女王和希律猶太王國大希律王的妹妹，在大希律王死後（公元前4年）開始代表羅馬帝國統治名義上統治亞夫內、法薩伊勒及阿什杜德等領地。
莎樂美一世的丈夫是科斯托巴魯斯，兩人的女兒貝勒尼基嫁給了大希律王之子阿里斯托布魯斯四世。

## 生平
莎樂美先嫁給了大希律王的叔叔約瑟一世；她指控約瑟與希律王的妻子米利暗一世王后有染，因而害死了他。她與第二任丈夫科斯托巴魯斯育有三個孩子：安提帕特四世（娶了希律王與米利暗一世所生的女兒塞浦路斯二世）、貝勒尼基（她嫁給了希律王同母所生的兒子阿里斯托布魯斯四世，之後嫁給了蒂迪翁，他是希律王第一任妻子多麗絲的兄弟），還有一個名字不詳的女兒（她嫁給了聖殿財務主管亞歷克斯的兒子）。像她更著名的孫女（兼侄孫女）希羅底一樣，她與丈夫離婚，這違反了猶太歷史學家約瑟夫斯（《猶太古史》15.7.10）所說的當時的猶太法律：
但不久之後，莎樂美與科斯托巴魯斯發生爭吵，她向他遞交了離婚證書，解除了與他的婚姻，儘管這不符合猶太法律；因為在我們這裡，丈夫可以合法地離婚；但妻子如果離開了丈夫，就不能再嫁給別人，除非她的前夫把她拋棄。然而，莎樂美選擇遵循的不是她國家的法律，而是她權威的法律，因此放棄了婚姻…
此後，她指控他叛國，哥哥希律王將他處死。莎樂美的第三任丈夫是阿萊克薩斯一世。
貝勒尼基的子女有希羅底、後來成為猶太王的希律亞基帕一世、哈爾基斯的希律和小阿里斯托布魯斯，以及米利暗三世（她可能是其叔父猶太和撒馬利亞分封王希律·阿基勞斯的第一任妻子）。
莎樂美一世在困擾希律王室的宮廷陰謀中扮演了重要的幕後角色。她促使希律處死了他的妻子米利暗王后和他們的兩個兒子。她鼓勵希律偏袒他的長子安提帕特三世。她違抗了希律王臨終前下達的處決被她關起來猶太長老的最後命令。
公元前4年大希律王過世，莎樂美被羅馬帝國皇帝奧古斯都分封統治包括統治亞夫內、法薩伊勒及阿什杜德等領地，並獲得了5000德拉克馬（貨幣）。奧古斯都又在阿什凯隆為莎樂美設立了王家住所。雖然莎樂美名義上是這些地區的女王，但受制於帝國猶太行省的羅馬總督（她和希律·腓力二世、希律·阿基勞斯、希律·安提帕斯分封王的上級）。
莎樂美過世後，她的亞夫內由奧古斯都的妻子、帝國皇后莉薇婭直接統治，隨後又落入其子奧古斯都的養子兼下任皇帝提比略之手。

## 文化形象
- 2024年電影《瑪利亞》莎樂美一世由史蒂芬妮·努爾（英语：Stephanie Nur）飾演。